# 张履祥

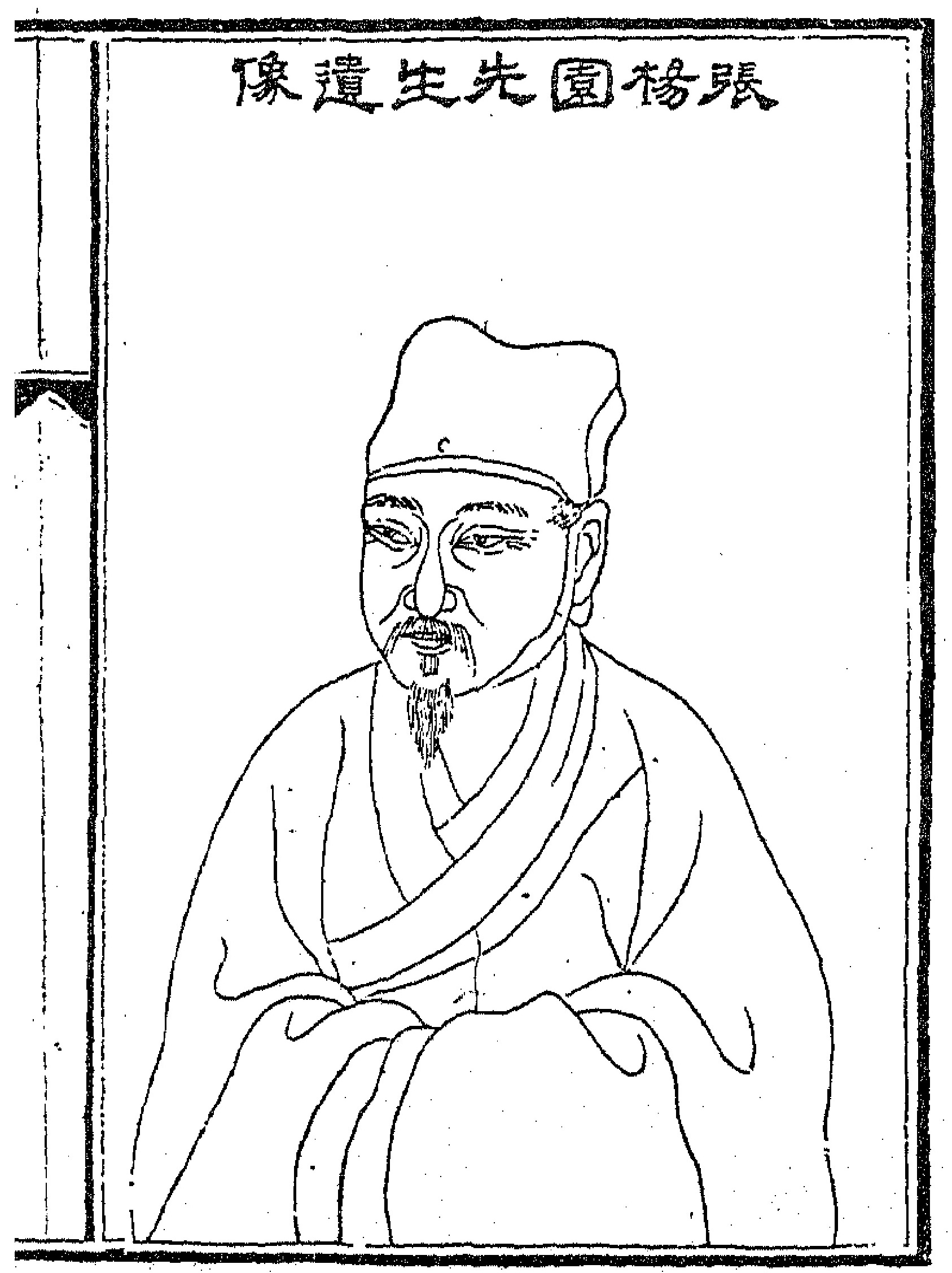
张履祥

张履祥（1611年—1674年），字考夫，号念芝，号杨园。浙江桐乡人。世居桐乡杨园村，学者称杨园先生。

## 生平
万历三十九年（1611年）十月初一生。世居杨园村。十五歲补县诸生，屢試不第，崇祯六年，在颜统家裡當家教。崇祯十七年，到绍兴拜致仕御史刘宗周为师。明亡後，刘宗周自杀，张履祥闻知痛哭，绝意仕进，隐居以教书为生，又耕種其中。讲究农桑，並身體力行，顺治十五年，著有《补农书》，自言“农事不理，则不知稼穑之艰难；休其蚕织，则不知衣食之所自”。清康熙十三年（1674年）七月二十八日卒。
著有《经正录》、《愿学记》、《问目》、《备忘录》、《初学备忘》、《训子语》、《补农书》、《丧葬杂录》、《训门人语》等，后人辑为《杨园先生全集》五十四卷。
张舜徽生平最喜诵习其书，晚年撰《清儒学记》，即以张履祥居首。

## 延伸阅读
[在维基数据编辑]
 《清史稿·卷480》，出自趙爾巽《清史稿》
 在维基共享资源阅览影像